# Gaixample

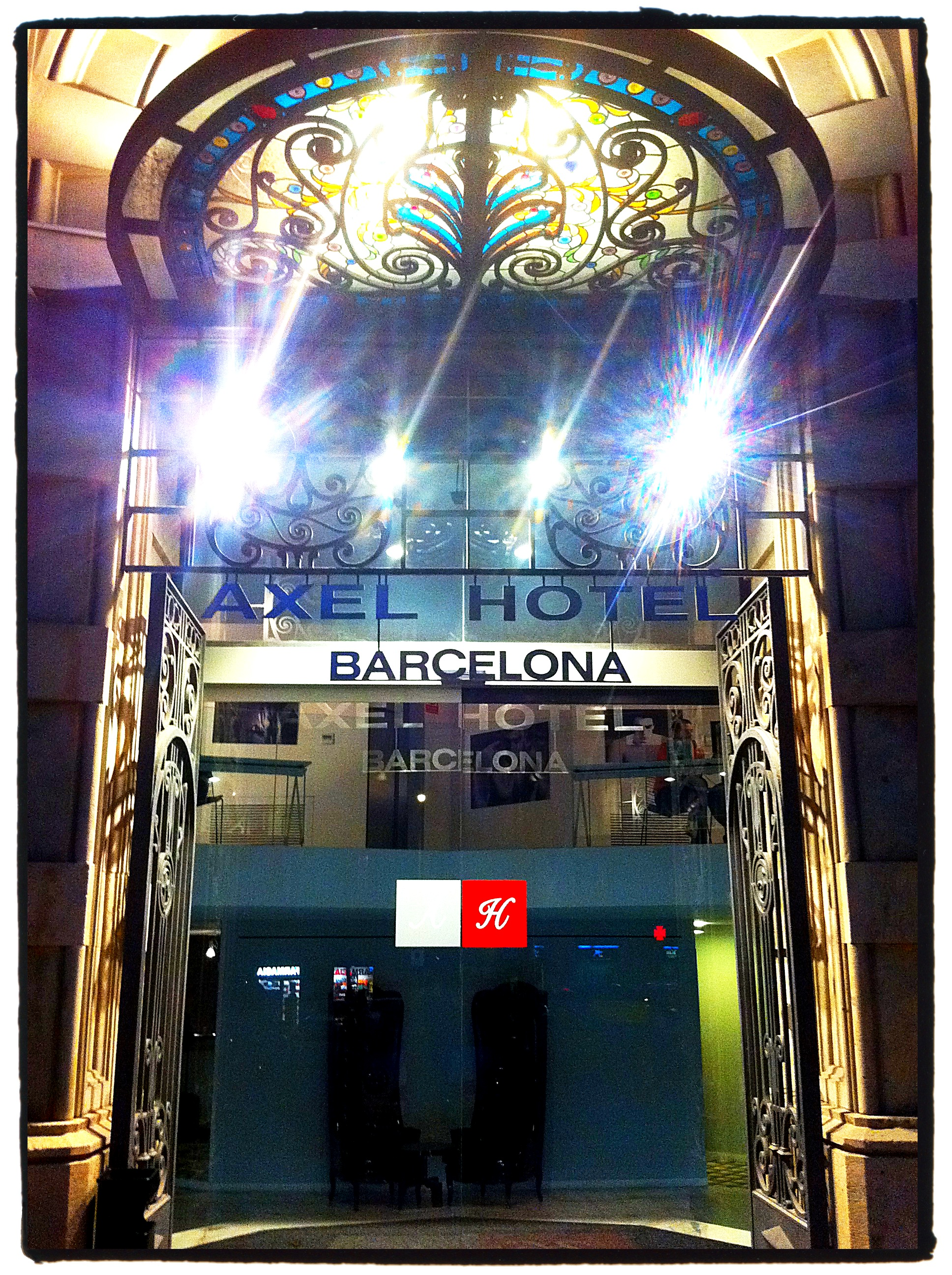
Hotel Axel Barcelona, al Gaixample

El Gaixample (de "gai" i "Eixample") és el nom amb què es coneix popularment una zona cèntrica al barri barceloní de l'Eixample on, a partir de les acaballes del segle xx, han anat proliferant els comerços, bars, discoteques, restaurants i botigues de moda i temàtica gai, fins i tot un hotel. Al mateix temps, s'ha incrementat de forma important el nombre de membres del col·lectiu homosexual de la capital catalana que s'han instal·lat en habitatges d'aquesta àrea. És un dels focus d'atracció del turisme gai a la ciutat, sobretot a les hores nocturnes.
El Gaixample ocupa aproximadament el rectangle delimitat pels carrers de Balmes, Gran Via de les Corts Catalanes, Comte d'Urgell i Aragó. El carrer de la Diputació, entre els d'Aribau i de Villarroel, és el que presenta una més gran densitat de locals de negoci per a gais. En tota aquesta àrea hi proliferen les banderes gais amb els colors de l'Arc de Sant Martí que identifiquen la lluita per l'alliberament LGTB.